# Hipódromo San Fernando
Hipódromo San Fernando war ein Hippodrom in Medellín, das auch als Fußballstadion genutzt wurde und 8000 Besuchern Platz bot. Mit der Tribüne verbunden waren drei Gaststätten und ein Tanzlokal, in dem wichtige gesellschaftliche Feste stattfanden. Das Hippodrom befand sich in Itagüí, einem industriell geprägten Vorort von Medellín. Von der Eröffnungssaison 1948 bis zum Spieljahr 1952 diente es als Heimspielstätte der Fußball-Erstligamannschaften aus Medellín nach Einführung der kolumbianischen Profifußballmeisterschaft.

## Geschichte
Der Fußballplatz des von 1942 bis 1960 bestehenden Hipódromo San Fernando wurde am 5. Januar 1944 eröffnet. Weil am Nachmittag Pferderennen stattfanden, mussten die Fußballspiele bereits am Vormittag ausgetragen werden, und weil die Veranstaltungsstätte sich an einem damals sehr abgelegenen Ort befand, mussten die meisten Fans mit dem Bus anreisen. Das letzte Meisterschaftsspiel fand am 8. Dezember 1952 zwischen Atlético Nacional und Millonarios FC statt und endete 2:2. Seit 1953 nutzen die Teams aus Medellín das neu errichtete Estadio Atanasio Girardot als Heimspielstätte. Nach dem Abriss des Hippodroms wurde an derselben Stelle 1971 die zentrale Versorgungsstation (La Central Mayorista) von Antioquia errichtet, die seither als Obst- und Gemüsemarkt fungiert.